# Keratoisis projecta
Keratoisis projecta är en korallart som först beskrevs av Grant 1976.  Keratoisis projecta ingår i släktet Keratoisis och familjen Isididae. Inga underarter finns listade i Catalogue of Life.